# Sekundærrute 186
Sekundærrute 186 er en rutenummereret landevej i Region Midtjylland.
Ruten ligger i Skive-, Viborg- og Silkeborg Kommuner.
Landevejen strækker sig fra Ans til Skive. Vejen er 55 kilometer lang, cirka. Karakteristisk ved vejen er at den i begge dens ender rammer Primærrute 26.